# Alexander Sosa
Alexander Sebastián Sosa (El Tío, Córdoba, Argentina; 18 de mayo de 2001) es un futbolista argentino. Juega de delantero centro y su equipo actual es el CSD Tristán Suárez de la Primera B Nacional.

## Trayectoria
Comenzó como mediocampista en las inferiores de El Trébol BC en El Tío, antes de pasar a Talleres a los quince años. Sin embargo se fue poco después para reincorporarse a El Trébol BC por no convencer. Inicialmente apareció en sus equipos juveniles, aunque pronto hizo su debut absoluto en la Liga Regional de Fútbol San Francisco a los 17 años. En 2019, Sosa se fue a Patronato que militaba en la Superliga y se transformó instantáneamente en un delantero centro y anotó en su debut en la reserva para ellos. Gustavo Álvarez más tarde seleccionaría para su debut en el club, ya que participó en los últimos nueve minutos de una derrota por la Copa Diego Armando Maradona ante Huracán el 29 de noviembre de 2020. El 22 de junio de 2022 convertiría su primer gol en el club ante Colón en el empate 1 a 1 y posterior victoria 3 a 2 por penales por los 16avos de la Copa Argentina 2022.

## Estadísticas
Actualizado al 28 de octubre de 2024

| Club                | Div.          | Temporada     | Liga  | Liga  | Copas | Copas | Copas | Copas | Total | Total | Media |
| Club                | Div.          | Temporada     | Part. | Goles | Part. | Goles | Part. | Goles | Part. | Goles | Media |
| ------------------- | ------------- | ------------- | ----- | ----- | ----- | ----- | ----- | ----- | ----- | ----- | ----- |
| Patronato Argentina | 1.ª           | 2020          | 0     | 0     | 1     | 0     | —     | —     | 1     | 0     | 0     |
| Patronato Argentina | 1.ª           | 2021          | 0     | 0     | 0     | 0     | —     | —     | 0     | 0     | 0     |
| Patronato Argentina | 1.ª           | 2022          | 22    | 2     | 9     | 1     | —     | —     | 25    | 3     | 0.12  |
| Patronato Argentina | 2.ª           | 2023          | 18    | 2     | 2     | 0     | 5     | 0     | 25    | 2     | 0.08  |
| Patronato Argentina | Total         | Total         | 40    | 4     | 12    | 1     | 5     | 0     | 57    | 5     | 0.09  |
| Trinidense Paraguay | 1.ª           | 2024          | 1     | 0     | 0     | 0     | 0     | 0     | 1     | 0     | 0     |
| Trinidense Paraguay | Total         | Total         | 1     | 0     | 0     | 0     | 0     | 0     | 1     | 0     | 0     |
| Ferro Argentina     | 2.ª           | 2024          | 11    | 0     | 0     | 0     | —     | —     | 11    | 0     | 0     |
| Ferro Argentina     | Total         | Total         | 11    | 0     | 0     | 0     | 0     | 0     | 11    | 0     | 0     |
| Total carrera       | Total carrera | Total carrera | 52    | 4     | 12    | 1     | 5     | 0     | 69    | 5     | 0.07  |

## Palmarés

### Torneos nacionales
| Título         | Club      | País      | Año  |
| -------------- | --------- | --------- | ---- |
| Copa Argentina | Patronato | Argentina | 2022 |